# Clubiona hoffmanni
Clubiona hoffmanni är en spindelart som beskrevs av Schenkel 1937. Clubiona hoffmanni ingår i släktet Clubiona och familjen säckspindlar.
Artens utbredningsområde är Madagaskar. Inga underarter finns listade i Catalogue of Life.